# Jean-Marie Dru
Pour les articles homonymes, voir Dru.
Jean-Marie Dru, né le 24 janvier 1947 à Boulogne-Billancourt (Hauts-de-Seine), est un publicitaire français, actuellement Chairman de TBWA, groupe de communication mondial basé à New York. Le 23 juin 2015, il est élu président de l'UNICEF France. 

## Biographie
Né d'un père commerçant (distribution de produits frais), et diplômé d'HEC, Jean-Marie Dru entre en 1971 chez Dupuy-Compton (devenue Saatchi and Saatchi France), agence dont il devient rapidement directeur de création. À partir de 1979, il est directeur général de Young & Rubicam, qu'il quitte en 1984 pour créer avec trois associés (Jean-Claude Boulet, Marie-Catherine Dupuy et Jean-Pierre Petit) une nouvelle agence de publicité baptisée BDDP (Boulet Dru Dupuy Petit), à partir de l'agence Snip 4,.
Au début des années 1990, la mauvaise gestion des comptes de BDDP propulse l'agence au bord de la faillite. Après plusieurs années de difficultés financières, BDDP est racheté en 1998 par Omnicom, premier groupe mondial de communication qui le fusionne avec un autre réseau d'agences, TBWA. Jean-Marie Dru prend la tête de l'entité ainsi créée, qui conserve le nom de TBWA. En 2001, il est nommé président et CEO de TBWA Worldwide. Il quitte la présidence du groupe en 2007, remplacé par Tom Carroll, mais conserve une position de Chairman.
Jean-Marie Dru est l'auteur du concept de « disruption » (proche du concept de création de rupture, qu'il définit dans un premier temps en 1984 comme « saut créatif »), qu'il développe dans plusieurs ouvrages consacrés à la création publicitaire, à l'innovation et à la communication. Cette technique intellectuelle est l'un des piliers de la culture d'entreprise de TBWA.

## Autres activités
- Président du Festival de Cannes de la publicité (en 1982 et 1998[7])
- Membre de l'association européenne des agences (EAAA)[7]
- Président de la fondation de l'Académie de médecine (depuis 2014)[7]

## Vie privée
Il a cinq enfants : Pierre-Marie, François-Marie, Noémie, Clémence et Matthieu. Ses deux premiers enfants sont le fruit de son premier mariage avec Marie-Catherine Dupuy.